# Saint-Ferjeux
Saint-Ferjeux és un municipi francès situat al departament de l'Alt Saona i a la regió de Borgonya - Franc Comtat. L'any 2007 tenia 66 habitants.

## Demografia

### Població
El 2007 la població de fet de Saint-Ferjeux era de 66 persones. Hi havia 26 famílies, de les quals 6 eren unipersonals (3 homes vivint sols i 3 dones vivint soles), 10 parelles sense fills i 10 parelles amb fills.
La població ha evolucionat segons el següent gràfic:
Habitants censats

### Habitatges
El 2007 hi havia 29 habitatges, 26 eren l'habitatge principal de la família i 3 estaven desocupats. 28 eren cases i 1 era un apartament. Dels 26 habitatges principals, 22 estaven ocupats pels seus propietaris i 4 estaven llogats i ocupats pels llogaters; 3 tenien tres cambres, 6 en tenien quatre i 17 en tenien cinc o més. 25 habitatges disposaven pel capbaix d'una plaça de pàrquing. A 11 habitatges hi havia un automòbil i a 14 n'hi havia dos o més.

## Economia
El 2007 la població en edat de treballar era de 40 persones, 29 eren actives i 11 eren inactives. De les 29 persones actives 27 estaven ocupades (16 homes i 11 dones) i 2 estaven aturades (1 home i 1 dona). De les 11 persones inactives 5 estaven jubilades, 2 estaven estudiant i 4 estaven classificades com a «altres inactius».
Activitats econòmiques
L'any 2000 a Saint-Ferjeux hi havia 3 explotacions agrícoles que ocupaven un total de 201 hectàrees.

## Poblacions més properes
El següent diagrama mostra les poblacions més properes.